# Marco Brenner
Marco Brenner (Berlijn, 27 augustus 2002) is een Duits wielrenner die anno 2024 rijdt voor Tudor Pro Cycling Team.

## Carrière
In 2019 werd Brenner als eerste jaars junior derde op het Wereldkampioenschap tijdrijden en won hij verschillende koersen waaronder de GP Général Patton, de Tour du Pays de Vaud en het Duits kampioenschap in het tijdrijden en op de weg. Een jaar later won hij wederom het Duits kampioenschap tijdrijden bij de junioren en behaalde hij een tweede plaats op het Europees kampioenschap tijdrijden. In 2021 maakte hij direct de overstap van de junioren naar de Duitse wielerploeg Team DSM. De Duitser sloeg de beloftencategorie over.
In 2024 maakte Brenner de overstap naar Tudor Pro Cycling Team. Zijn debuut voor die ploeg maakte hij in januari in de Grote Prijs La Marseillaise. Eind februari werd hij onder meer vijftiende in de Ardèche Classic en twaalfde in de Trofeo Laigueglia. In de Internationale Wielerweek behaalde hij zijn eerste profzege: in de slotfase van de openingsetappe plaatste hij een aanval, waarna hij het peloton voor kon blijven.

## Palmares
2019
Jongerenklassement Vredeskoers
Proloog, 1e en 2e etappe a Tour du Pays de Vaud
Eind- en jongerenklassement Tour du Pays de Vaud
 Duits kampioenschap tijdrijden, junioren
 Duits kampioenschap op de weg, junioren
3e etappe b Saarland Trofeo
Jongerenklassement Saarland Trofeo
GP Général Patton
3e etappe Ronde van Opper-Oostenrijk, Junioren
Eind-, berg- en jongerenklassement Ronde van Opper-Oostenrijk, Junioren
1e, 2e b en 4e etappe Giro della Lunigiana
Puntenklassement Giro della Lunigiana
 Wereldkampioenschap tijdrijden, junioren
2020
 Duits kampioenschap veldrijden, junioren
 Duits kampioenschap tijdrijden, junioren
 Europees kampioenschap tijdrijden, junioren
2e etappe deel B Grand Prix Rüebliland
2024
1e etappe Internationale Wielerweek
Jongerenklassement Ronde van de Abruzzen
 Duits kampioen op de weg, elite
Jongerenklassement Ronde van Tsjechië

## Resultaten in voornaamste wedstrijden
| Jaar | Ronde van Italië | Ronde van Frankrijk | Ronde van Spanje |
| ---- | ---------------- | ------------------- | ---------------- |
| 2021 |                  |                     |                  |
| 2022 |                  |                     | 74e              |
| 2023 |                  |                     |                  |
| 2024 |                  |                     |                  |
| 2025 | opgave           |                     |                  |

| Jaar | Milaan-San Remo | Amstel Gold Race | Luik-Bast.‑Luik | Ronde van Lombardije | Waalse Pijl | Strade Bianche | Eschborn-Frankfurt |  | WK op de weg |
| ---- | --------------- | ---------------- | --------------- | -------------------- | ----------- | -------------- | ------------------ |  | ------------ |
| 2021 |                 |                  |                 |                      | 24e         |                | opgave             |  |              |
| 2022 |                 | 112e             |                 | 38e                  |             | opgave         |                    |  |              |
| 2023 |                 |                  |                 |                      |             | opgave         |                    |  |              |
| 2024 |                 |                  |                 | opgave               |             |                |                    |  | opgave       |
| 2025 | 127e            |                  | 104e            |                      | opgave      |                |                    |  |              |

## Ploegen
- 2021 –  Team DSM
- 2022 –  Team DSM
- 2023 –  Team dsm-firmenich[a]
- 2024 –  Tudor Pro Cycling Team
- 2025 –  Tudor Pro Cycling Team

Arensman · Arndt · Bardet · Benoot · Bol · Brenner · Combaud · Dainese · Denz · Donovan · Eekhoff · Gall · Haga · Hamilton · Hindley · Kanter · A. Kragh Andersen · S. Kragh Andersen · Leknessund · Markl · Nieuwenhuis · Pedersen · Roche · Salmon · Storer · Stork · Sütterlin · Tusveld · Vermaerke · Van Wilder
Arensman · Arndt · Bardet · Bittner (vanaf 1/8) · Bol · Brenner · Combaud · Dainese · Degenkolb · Denz · Donovan · Eekhoff · Hamilton · Heinschke · Hvideberg · A. Kragh Andersen · S. Kragh Andersen · Leknessund · Markl · Mayrhofer · Naberman · Nieuwenhuis · Pedersen · Rodenberg · Stork · Tusveld · van Uden (vanaf 1/8) · Vandenabeele · Vermaerke · Welsford
Andresen · Bardet · Bevin · Bittner · Brenner · Combaud · Dainese · Degenkolb · Dinham · Edmondson · Eekhoff · Hamilton · Heinschke · Hvideberg · Leknessund · Markl · Mayrhofer · Milesi · Naberman · Onley · Poole · Rodenberg · Stork · Tusveld · van Uden · Vandenabeele · Vanhoucke (tot 14/8) · Vermaerke · Welsford
Bohli · Brenner · Brun · Charrin · Dainese · de Kleijn · J. Eriksson · L. Eriksson · Froidevaux · Heming · Kamp · Kelemen · Kluckers · Kolze Changizi · Krieger · Mayrhofer · Pellaud · Pluimers · Reichenbach · Rondel (vanaf 20/7) · Storer · Stork · Suter · Thalmann · Trentin · Voisard · Wilksch · Wirtgen · Zijlaard